# エスラジ
エスラジ (ヒンディー語: इसराज,ベンガル語: এস্রাজ, Esraj) はインドの北部・中部・東部、特にベンガル地方で使われる擦弦楽器（ボウイングによる弦楽器）。比較的新しく、約200年前に誕生したと言われている。北部ではディルルバ(Dilruba)とも呼ばれている。